# Хуґан
Хуґан (перс. خوگان) — село в Ірані, у дегестані Салеган, в Центральному бахші, шагрестані Хомейн остану Марказі. За даними перепису 2006 року, його населення становило 775 осіб, що проживали у складі 244 сімей.

## Клімат
Середня річна температура становить 12,76°C, середня максимальна – 31,34°C, а середня мінімальна – -9,43°C. Середня річна кількість опадів – 208 мм.
| Клімат поселення                              | Клімат поселення | Клімат поселення | Клімат поселення | Клімат поселення | Клімат поселення | Клімат поселення | Клімат поселення | Клімат поселення | Клімат поселення | Клімат поселення | Клімат поселення | Клімат поселення | Клімат поселення |
| Показник                                      | Січ.             | Лют.             | Бер.             | Квіт.            | Трав.            | Черв.            | Лип.             | Серп.            | Вер.             | Жовт.            | Лист.            | Груд.            |                  |
| Середній максимум, °C                         | 9,36             | 11,04            | 16,16            | 21,07            | 25,30            | 29,80            | 31,34            | 30,80            | 27,25            | 21,40            | 15,40            | 9,22             |                  |
| Середня температура, °C                       | −0,04            | 1,66             | 6,76             | 11,67            | 15,91            | 20,40            | 24,90            | 24,38            | 20,80            | 14,98            | 8,96             | 2,78             |                  |
| Середній мінімум, °C                          | −9,43            | −7,74            | −2,63            | 2,27             | 6,51             | 10,99            | 18,46            | 17,91            | 14,38            | 8,52             | 2,53             | −3,65            |                  |
| Норма опадів, мм                              | 34               | 33               | 38               | 25               | 18               | 2                | 2                | 1                | 0                | 7                | 20               | 28               |                  |
| Середньомісячна швидкість вітру, м/с          | 1.29             | 2.00             | 2.58             | 2.78             | 2.65             | 2.40             | 2.41             | 2.22             | 2.20             | 2.16             | 1.76             | 1.34             |                  |
| Середньомісячна сонячна радіація, кДж/м²·день | 9764             | 13102            | 15512            | 18780            | 22590            | 26783            | 25844            | 24405            | 21408            | 16036            | 11451            | 9476             |                  |
| --------------------------------------------- | ---------------- | ---------------- | ---------------- | ---------------- | ---------------- | ---------------- | ---------------- | ---------------- | ---------------- | ---------------- | ---------------- | ---------------- | ---------------- |
| Джерело:                                      |                  |                  |                  |                  |                  |                  |                  |                  |                  |                  |                  |                  |                  |